# George Eugene Uhlenbeck
George Eugene Uhlenbeck (Batávia, Índias Orientais Neerlandesas, 6 de dezembro de 1900 — Boulder, 31 de outubro de 1988) foi um físico teórico neerlandês naturalizado estadunidense.
Introduziu o conceito de spin do elétron, que propõe que os elétrons giram em torno de um eixo, com Samuel Abraham Goudsmit, pelo qual eles receberam a Medalha Max Planck de 1964. Uhlenbeck ainda recebeu a Medalha Lorentz em 1970 e o Prêmio Wolf de Física de 1979.
Uhlenbeck foi aluno de Paul Ehrenfest.